# Jacob Svinggaard
Jacob Svinggaard (Næstved, 27 september 1967) is een voormalig voetballer uit Denemarken, die speelde als middenvelder. Hij beëindigde zijn loopbaan in 1997 bij de Deense club FC Kopenhagen.

## Clubcarrière
Svinggaard speelde voor Vejle BK, B 1909, Fortuna Köln en FC Kopenhagen. Met die laatste club won hij de Deense beker in 1997.

## Interlandcarrière
Svinggaard speelde welgeteld één officiële interland voor Denemarken. Onder leiding van bondscoach Sepp Piontek maakte hij zijn debuut op 5 februari 1990 in de vriendschappelijke wedstrijd tegen de  Verenigde Arabische Emiraten (1-1) in Dubai, net als Lars Jakobsen (Odense BK). Hij viel in die wedstrijd na 79 minuten in voor collega-debutant Morten Bruun (Silkeborg IF).

## Erelijst
FC Kopenhagen
- Deense beker

1997